# SN 2003jq
SN 2003jq – supernowa typu Ia odkryta 22 października 2003 roku w galaktyce A233051-0928. W momencie odkrycia miała maksymalną jasność 19,80m.